# هتی کیراوی

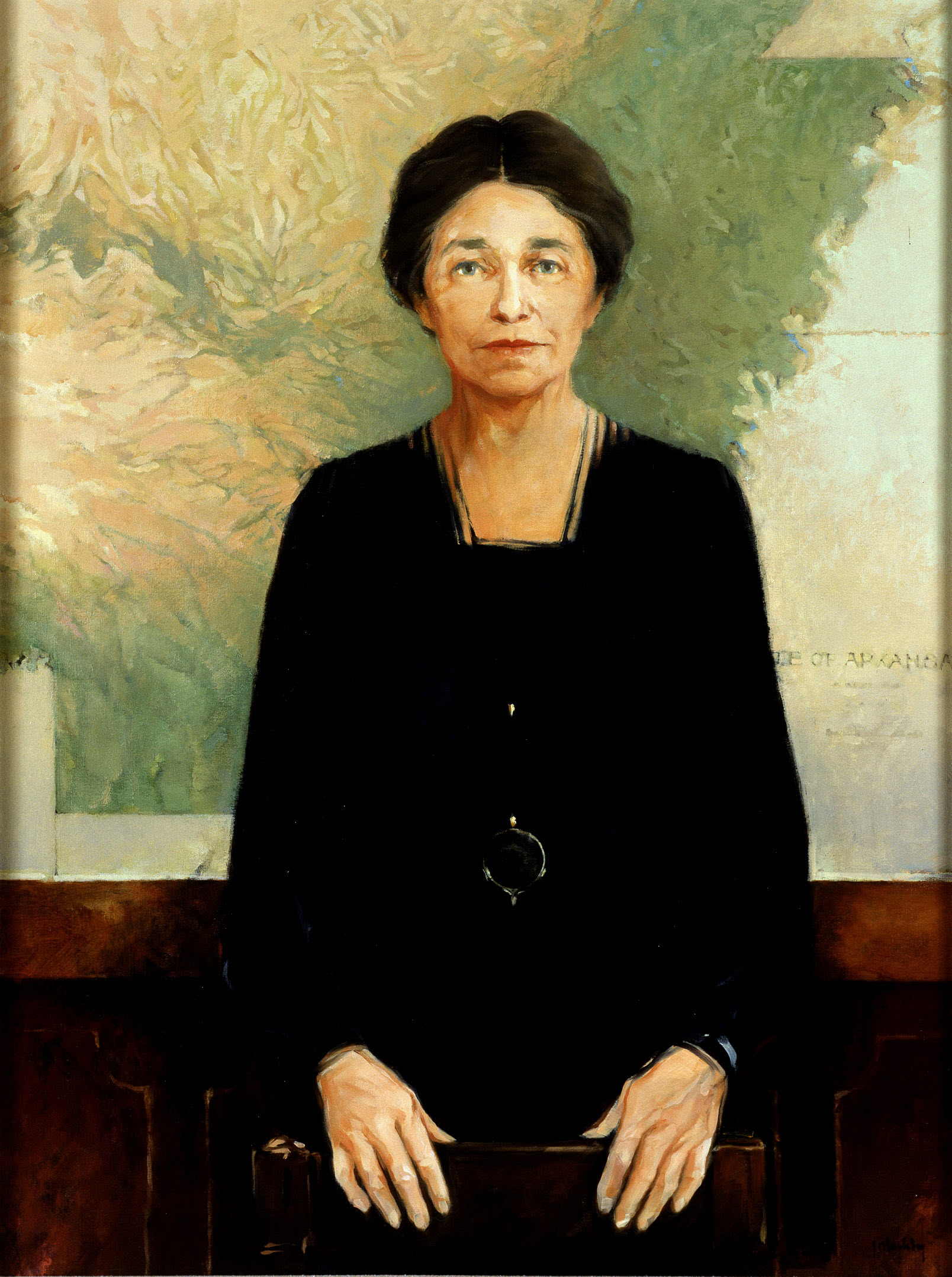
نقاشی رسمی از سناتور هتی کیراوی در سنای آمریکا.

هتی کیراوی (به انگلیسی: Hattie Caraway) سناتور سابق عضو حزب دموکرات ایالات متحده آمریکا بود. وی در سال ۱۹۳۱ تا ۱۹۴۵ میلادی سناتور ایالت آرکانزاس در سنای ایالات متحده آمریکا بود.
هتی کیراوی نخستین زنی است که موفق به ورود به مجلس سنای ایالات متحده آمریکا شد.